# بابا حاجي (باتاوة)
بابا حاجي (بالفارسية: باباحاجی) هي قرية تقع في إيران في قسم باتاوة الريفي.